# Hemihyalea oligocycla
Hemihyalea oligocycla är en fjärilsart som beskrevs av Adalbert Seitz 1925. Hemihyalea oligocycla ingår i släktet Hemihyalea och familjen björnspinnare. Inga underarter finns listade i Catalogue of Life.